# IVO-wissel

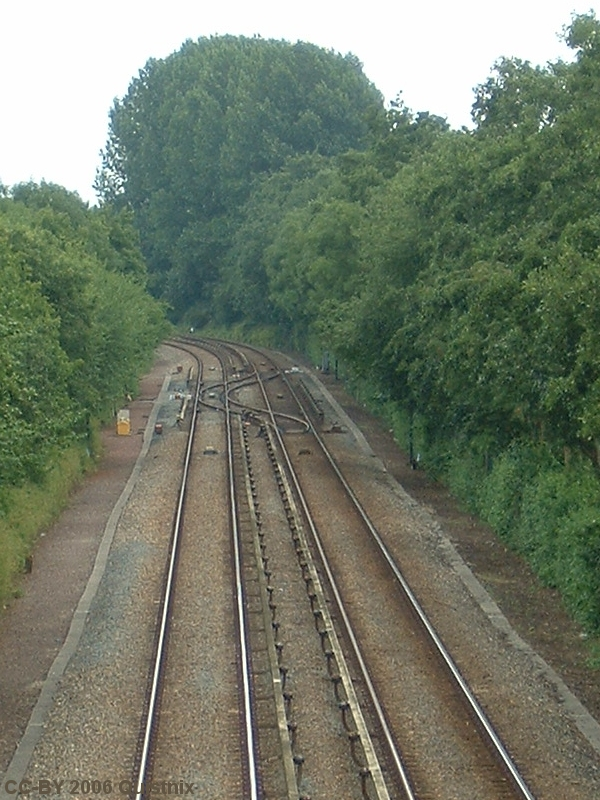
IVO-wissel bij de Rotterdamse metro

Een IVO-wissel is een wissel die oorspronkelijk bedoeld is om een trein in geval van spoorwerkzaamheden naar een naastgelegen spoor te kunnen leiden, opdat het treinverkeer niet stilgelegd hoeft te worden en het vervoer - weliswaar met enige vertraging - toch doorgang kan blijven vinden. De afkorting IVO is afkomstig van InfraVoorziening voor Onderhoud.